# Corypus kavanaughi
Corypus kavanaughi är en mångfotingart som beskrevs av Shelley 1997. Corypus kavanaughi ingår i släktet Corypus och familjen Conotylidae. Inga underarter finns listade i Catalogue of Life.